# Iberienadler
Der Iberienadler (Aquila adalberti), auch Spanischer Kaiseradler genannt, ist ein enger Verwandter des Kaiseradlers (Aquila heliaca). Benannt wurde er nach Adalbert Wilhelm von Bayern. Die Art ist endemisch auf der Iberischen Halbinsel.

## Beschreibung

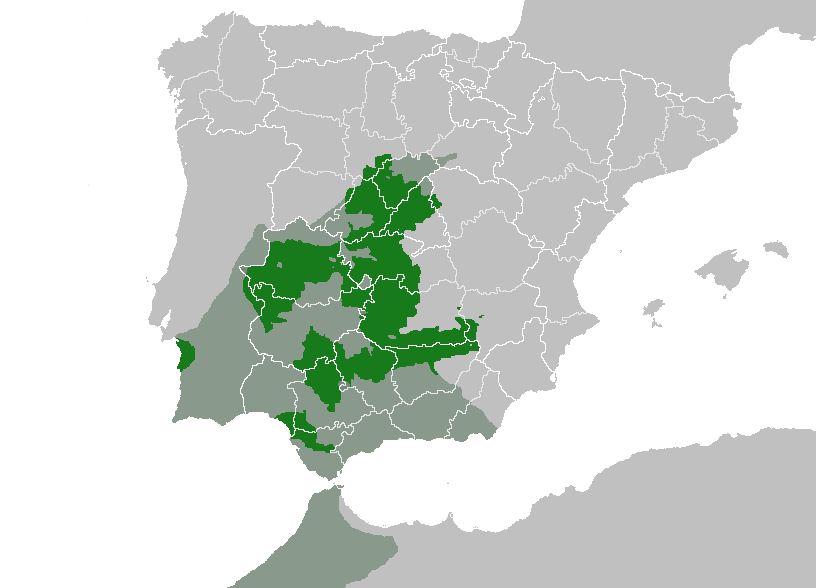
Verbreitungsgebiet des Iberienadlers

Ursprünglich wurde der Iberienadler als Unterart des Kaiseradlers angesehen, doch wird er heute als eigene Art behandelt, die sich morphologisch, ökologisch und genetisch vom Kaiseradler unterscheidet. Er erreicht eine Länge von 80 cm, eine Flügelspannweite von 1,9 bis 2,2 m und ein Gewicht von 2,8 bis 3,5 kg. Damit ist er kleiner als sein östlicher Verwandter. Das Gefieder ist überwiegend dunkelbraun gefärbt. Nacken und Hinterhals sind deutlich kontrastierend hellbeige. Die Schultern und der Flügelbug sind auffallend weiß gefleckt.

## Vorkommen
Der Spanische Kaiseradler kommt nur im südlichen und westlichen Spanien sowie in Portugal und möglicherweise im nördlichen Marokko vor. Allerdings sind nur Brutplätze in Spanien bekannt.

## Lebensweise
Dieser Adler ernährt sich überwiegend von Kaninchen, aber er kann auch andere Tiere jagen, wie Nagetiere, Hasen, Tauben, Krähen, Enten und Füchse. Im Gegensatz zum Kaiseradler, der weite Strecken wandert, ist der Spanische Kaiseradler Standvogel und verteidigt ganzjährig ein Revier von ungefähr 2000 ha. Er ist monogam. Die Brutzeit reicht von März bis Juli. Seine riesigen Horste baut er in einzeln stehenden Bäumen, wie z. B. Korkeichen oder Kiefern. Das Gelege besteht aus ein bis vier Eiern. Nach einer Inkubationszeit von 43 Tagen schlüpfen die Jungen, von denen aber die jüngsten oft nicht überleben. Beide Eltern füttern die Jungen, die nach 65 bis 78 Tagen das Nest verlassen. Nach 5 Jahren erreicht der Spanische Kaiseradler die Geschlechtsreife.

## Gefährdung

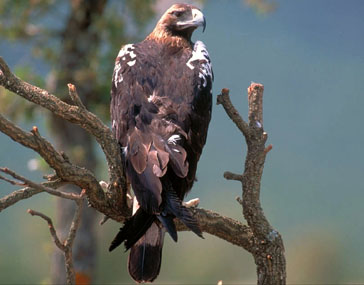
Altvogel

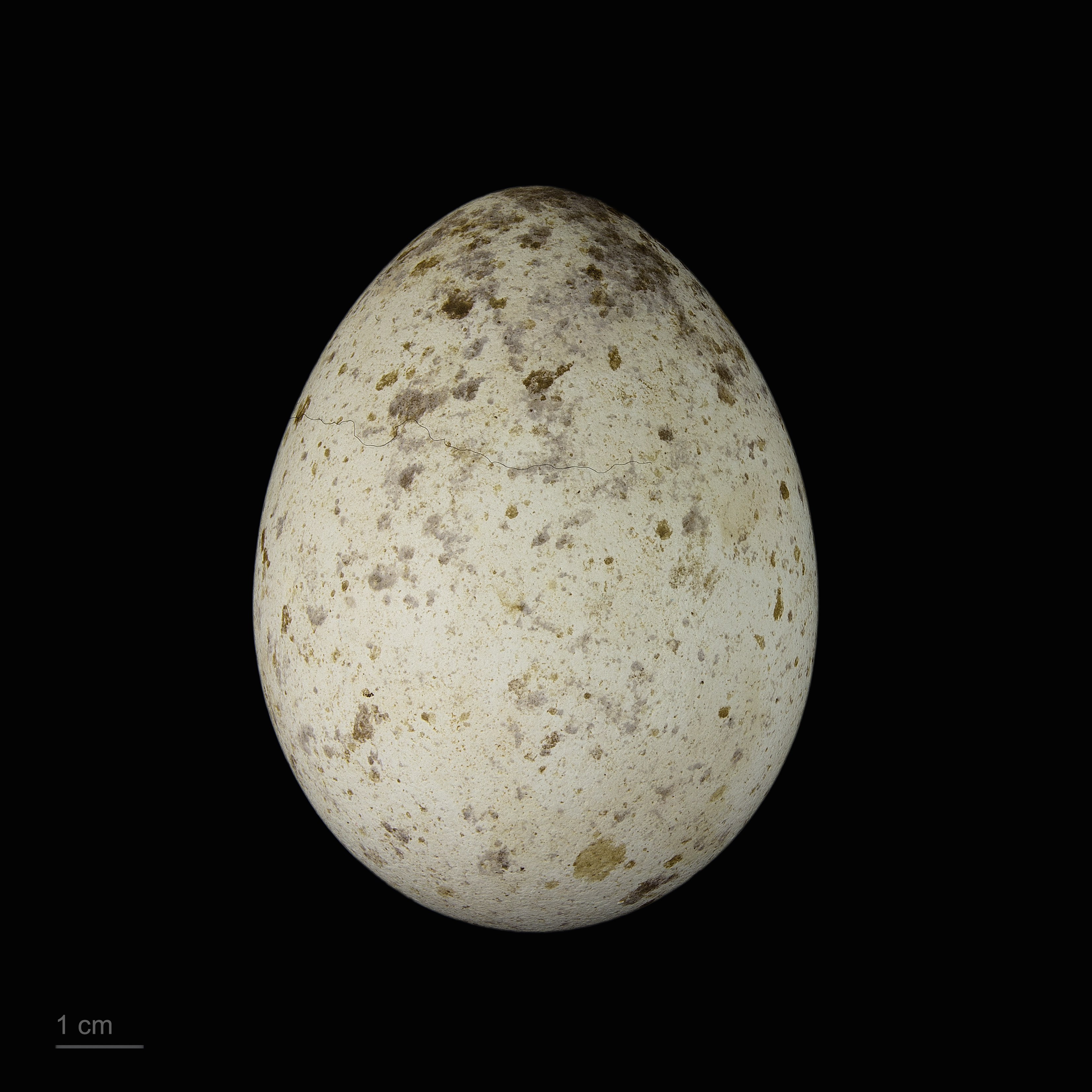
Ei des Spanischen Kaiseradlers

Diese Art wird von der IUCN als „gefährdet“ (vulnerable) klassifiziert. Die gegenwärtige Population beträgt knapp über 500 Exemplare. Im Vergleich zu 1970, als insgesamt nur noch etwa 100 Exemplare existierten, ist dies zwar eine Verbesserung seiner Situation, gefährdet ist er aber nach wie vor durch Lebensraumzerstörung und Giftköder. Des Weiteren ist ein starker Rückgang der spanischen Kaninchenpopulation zu verzeichnen, bedingt durch die Myxomatose und anderen Viruserkrankungen.
Spanien verzeichnete im Jahr 2008 insgesamt 253 Paare, Portugal zwei Paare. Eine kleine Population lebt geschützt im spanischen Nationalpark Coto de Doñana, aber der Großteil kommt in den mediterranen Eichenwäldern in den zentralen und südwestlichen Teilen des Landes vor.
Im Februar 2009 wurde das Männchen des einzigen portugiesischen Kaiseradlerpaares, dem 2008 eine Jungenaufzucht gelang, im Tal des Guadiana erschossen aufgefunden.